# Hryhorij Lakota

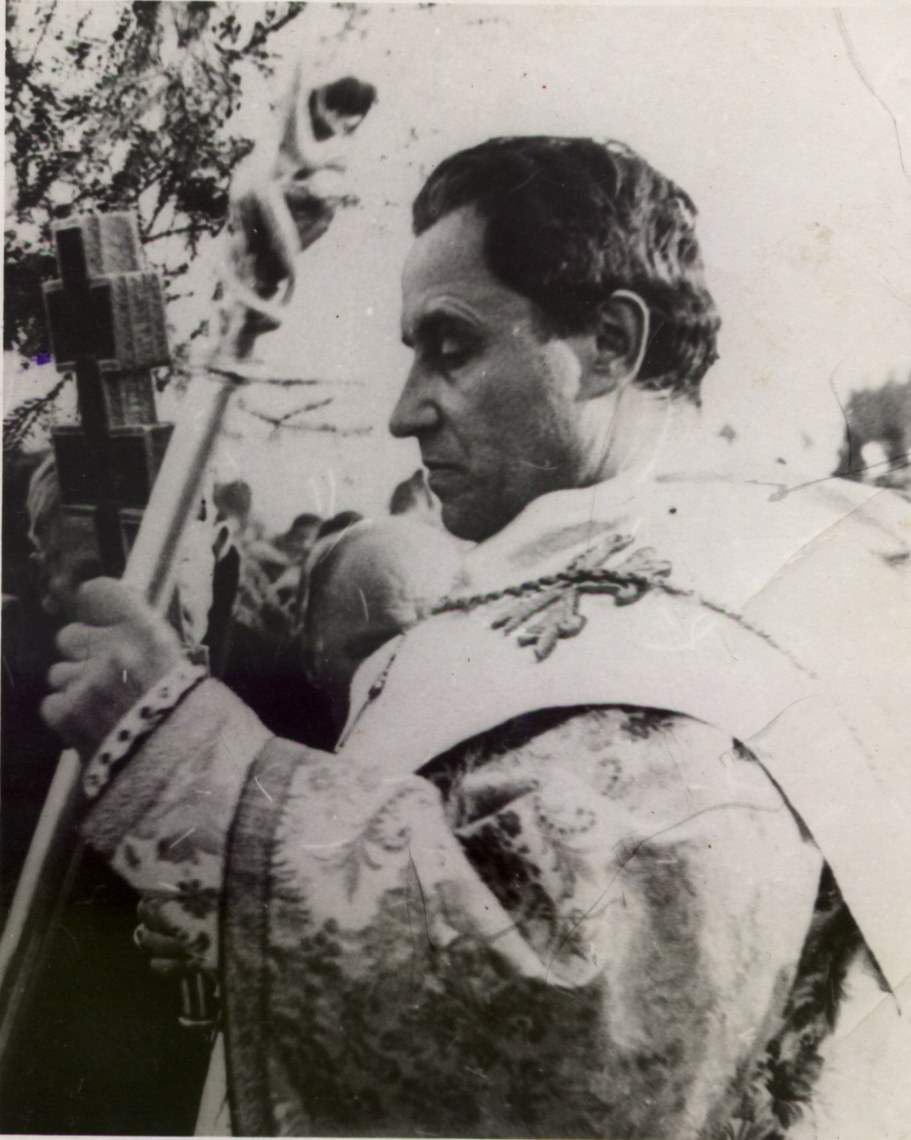
Monsignor Lakota in un'immagine scattata tra il 1939 e il 1941.

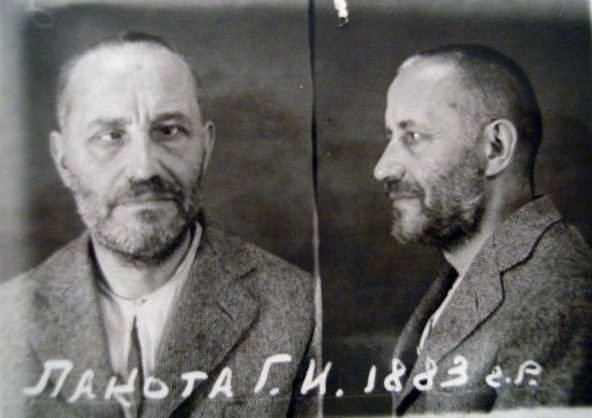
Foto segnaletica di monsignor Lakota del 1946.

Hryhorij Lakota (in ucraino Григорій Лакота?; Holodivka, 31 gennaio 1893 – Abez', 12 novembre 1950) è stato un vescovo cattolico ucraino. Morì prigioniero in un campo di concentramento sovietico; è stato dichiarato martire e proclamato beato da papa Giovanni Paolo II nel 2001.

## Biografia
Monsignor Hryhorij Lakota nacque a Holodivka, in Galizia, il 31 gennaio 1893.

### Formazione e ministero sacerdotale
Compì gli studi teologici per il sacerdozio a Leopoli.
Il 23 agosto 1908 fu ordinato diacono e il 30 dello stesso mese presbitero per l'eparchia di Przemyśl, Sambor e Sanok a Przemyśl da monsignor Kostjantyn Čechovyč. Proseguì gli studi a Vienna e il 28 marzo 1911 si laureò in teologia con una tesi intitolata "Il significato del discorso della montagna in Matteo". Dal 1913 fu professore al seminario di Przemyśl del quale successivamente divenne rettore.

### Ministero episcopale
Il 10 febbraio 1926 papa Pio XI lo nominò vescovo ausiliare di Przemyśl, Sambor e Sanok e titolare di Daonio. Ricevette l'ordinazione episcopale il 16 maggio successivo dal vescovo di Przemyśl, Sambor e Sanok Andrej Szeptycki, coconsacranti il vescovo Josyf Bocian e il vescovo di Przemyśl Anatol Wincenty Nowak.
Il 9 giugno 1946 fu arrestato dal Commissariato del popolo per gli affari interni e condannato a 10 anni di prigione. Venne deportato nella Repubblica Socialista Sovietica Autonoma dei Komi. L'arresto è da collocare nel piano di eliminazione della Chiesa greco-cattolica ucraina voluto da Stalin.
In Siberia, il vescovo cercò di affrontare il lavoro più duro e di alleviare la sofferenza degli altri. Il sacerdote italiano Pietro Leoni, anch'esso deportato, nel 1959 scrisse nelle sue memorie: "In esilio, in mezzo alla miseria umana, ho anche incontrato i veri angeli nel corpo umano che, attraverso le loro vite, rappresentavano la terra dei Cherubini e che glorificavano Cristo Re della gloria. Tra loro c'era un confessore della fede, il vescovo Gregory Lakota, un vescovo di Przemyśl, che, dal 1948 alla metà del 1950, ha dato l'esempio delle virtù cristiane ai poveri detenuti".
Morì nel campo di concentramento di Abez', vicino a Vorkuta, il 12 novembre 1950 all'età di 57 anni. Data l'alta autorità della quale godeva tra i detenuti, le autorità bolsceviche mostrarono un elementare rispetto per il vescovo e permisero che fosse sepolto nel cimitero, nella tomba D-14, come testimoniano i presenti.
Monsignor Lakota e un altro vescovo cattolico ucraino, Josyp Slipyj, ispirarono il personaggio di Kiril Pavlovič Lakota del romanzo di Morris West Nei panni di Pietro.

## Beatificazione
Nell'estate del 1996 fu possibile trovare la tomba del vescovo Hryhorij Lakota e preparare il materiale necessario per la causa di beatificazione.
Venne beatificato il 27 giugno 2001 durante una cerimonia tenutasi all'ippodromo di Leopoli e presieduta da papa Giovanni Paolo II.
Nell'estate del 2001 i suoi resti furono traslati nella cappella della Natività della Beata Vergine Maria, situata a Sychov. Il loro solenne trasferimento nella chiesa della Natività della Beata Vergine Maria ebbe luogo domenica 11 ottobre. Da questo giorno in poi, le reliquie del beato riposano in quella chiesa.
Nell'ottobre del 2015 un tribunale ucraino lo riabilitò.
Il 15 ottobre 2017 monsignor Ihor Voz'njak, arcivescovo metropolita di Leopoli degli Ucraini, benedisse la prima pietra del complesso commemorativo del beato Gregorio Lakota. Il 12 novembre lo stesso presule benedisse la chiesa del beato martire Gregorio Lakota situata sulla strada Demnjans'kyj a Leopoli.
Il suo elogio si legge nel Martirologio romano al 5 novembre.

## Genealogia episcopale
La genealogia episcopale è:
- Arcivescovo Michal Rahoza
- Arcivescovo Hipacy Pociej
- Arcivescovo Iosif Rucki
- Arcivescovo Antin Selava
- Arcivescovo Havryil Kolenda
- Arcivescovo Kyprian Žochovs'kyj
- Arcivescovo Lev Zaleski
- Arcivescovo Jurij Vynnyc'kyj
- Arcivescovo Luka Lev Kiszka
- Vescovo György Bizánczy
- Vescovo Inocențiu Micu-Klein, O.S.B.M.
- Vescovo Mihály Emánuel Olsavszky, O.S.B.M.
- Vescovo Vasilije Božičković, O.S.B.M.
- Vescovo Grigore Maior, O.S.B.M.
- Vescovo Ioan Bob
- Vescovo Samuel Vulcan
- Vescovo Ioan Lemeni
- Arcivescovo Spyrydon Lytvynovyč
- Arcivescovo Josyf Sembratowicz
- Cardinale Sylwester Sembratowicz
- Arcivescovo Julian Kuiłovskyi
- Arcivescovo Andrij Aleksander Szeptycki (Sheptytsky), O.S.B.M.
- Vescovo Josafat Kocylovs'kyj
- Vescovo Hryhorij Lakota